# 호키엔 미
호키엔 미(영어·말레이어: Hokkien mee) 또는 미 호키엔(인도네시아어: mi Hokkien)은 말레이시아와 싱가포르, 인도네시아의 국수 요리이다. 크게 볶음국수와 국물국수로 나눌 수 있으며, 싱가포르식, 피낭식, 쿠알라룸푸르식 등 다양하다. 싱가포르에서는 볶음국수 "호키엔 미"가 국민 음식 가운데 하나이기도 하다.

## 이름
영어·말레이어 "호키엔 미(Hokkien mee)는 민난어 "헉끼안미(Hok-kiàn-mī, 福建麵)"에서 유래한 말로, "푸젠 국수"라는 뜻이다. 민난어에서 "헉끼안(Hok-kiàn, 福建)"은 "푸젠"을, "미(mī, 麵)"는 "국수"를 뜻한다.
재료와 조리법에 따라 "호키엔 헤 미(Hokkien hae mee)"나 "호키엔 차 미(Hokkien char mee)"라 불리기도 하는데, 민난어 "헤(hê, 蝦)"는 "새우"를 뜻하며, "차(chhá, 炒)"는 "볶다"라는 뜻이다. "헤미(hê-mī, 蝦麵)"와 "차미(chhá-mī, 炒麵)"는 각각 "새우 국수", "볶음 국수"라는 뜻이다.

## 역사
이름은 "푸젠 국수"라는 뜻이지만, 중국 푸젠성이 아니라 해양 동남아시아 현지에서 생겨나 발전한 요리이다. 기원은 푸젠 요리의 하나인 로미에 둔다.

## 종류
| 이름                            | 사진 | 지역                    | 조리법   | 재료              | 재료                                                                                       |
| 이름                            | 사진 | 지역                    | 조리법   | 국수              | 부재료                                                                                     |
| ------------------------------- | ---- | ----------------------- | -------- | ----------------- | ------------------------------------------------------------------------------------------ |
| 미 호키엔 (mi Hokkien)          |      | 인도네시아 메단         | 국물국수 | 달걀국수          | 달걀, 어묵, 생선 완자, 새우 완자, 게 집게살, 양배추, 라드, 닭고기, 돼지고기, 굴, 표고      |
| 헤 미 (hae mee)                 |      | 싱가포르                | 국물국수 | 달걀국수와 쌀국수 | 새우, 닭고기, 돼지고기, 오징어, 어묵                                                       |
| 헤 미 (hae mee)                 |      | 말레이시아 피낭         | 국물국수 | 달걀국수와 쌀국수 | 새우 육수, 새우, 돼지고기, 돼지 껍데기, 삶은 달걀, 공심채, 숙주나물, 튀긴 샬롯, 라드, 삼발 |
| 호키엔 미 (Hokkien mee)         |      | 싱가포르                | 볶음국수 | 달걀국수와 쌀국수 | 새우, 어묵, 돼지 갈비, 오징어, 숙주나물, 파, 부추, 튀긴 샬롯, 삼발                         |
| 호키엔 차 미 (Hokkien char mee) |      | 말레이시아 쿠알라룸푸르 | 볶음국수 | 굵은 노란국수     | 노추간장, 고기, 오징어, 어묵, 양배추, 튀긴 돼지 비계                                       |

## 같이 보기
- 로미
- 차오몐